# Cardiology
Cardiology è il quinto album dei Good Charlotte, uscito il 27 ottobre 2010.

## Tracce
1. Introduction to Cardiology
2. Let the Music Play
3. Counting the Days
4. Silver Screen Romance
5. Like It's Her Birthday
6. Last Night
7. Sex on the Radio
8. Alive
9. Standing Ovation
10. Harlow's Song (Can't Dream Without You)
11. Interlude: The Fifth Chamber
12. 1979
13. There She Goes
14. Right Where I Belong
15. Cardiology

Tracce bonus dell'edizione giapponese
1. Like It's Her Birthday (feat. Miyavi) (remix)
2. Accident Prone

Tracce bonus su iTunes
1. Crash
2. Catherine (Damn This Situation)